# Basketball Bundesliga 2024-25
La Basketball Bundesliga 2024-25, conocida por motivos de patrocinio como easyCredit BBL, fue la edición número 59 de la Basketball Bundesliga, la primera división del baloncesto profesional de Alemania. Se desarrolló del 20 de septiembre de 2024 al 15 de junio de 2025. La temporada la jugaron 17 equipos, uno menos que la anterior, después de que solo uno ascendiera desde la ProA y no se dieran widlcards.

## Formato
Los primeros seis equipos de la temporada regular estarán clasificados para los playoffs, mientras que los clasificados del siete al diez jugarán en un torneo de play-in.

## Equipos

### Ascensos y descensos
Los equipos que descendieron a ProA en la temporada 2023-24 fueron el Crailsheim Merlins y el Tigers Tübingen, mientras que el único equipo que ascendió fue el Skyliners Frankfurt.

### Equipos 2024-2025 y localización
| Equipo                   | Ciudad       | Arena                 | Capacidad |
| ------------------------ | ------------ | --------------------- | --------- |
| Alba Berlin              | Berlin       | Mercedes-Benz Arena   | 14,500    |
| Brose Bamberg            | Bamberg      | Brose Arena           | 6,150     |
| Telekom Baskets Bonn     | Bonn         | Telekom Dome          | 6,000     |
| Löwen Braunschweig       | Braunschweig | Volkswagen Halle      | 6,600     |
| Niners Chemnitz          | Chemnitz     | Arena Chemnitz        | 5,200     |
| Skyliners Frankfurt      | Frankfurt    | Süwag Energie ARENA   | 5,002     |
| BG Göttingen             | Göttingen    | Sparkassen Arena      | 3,447     |
| Hamburg Towers           | Hamburg      | Edel-optics.de Arena  | 3,400     |
| MLP Academics Heidelberg | Heidelberg   | SNP Dome              | 5,000     |
| MHP Riesen Ludwigsburg   | Ludwigsburg  | MHP-Arena             | 5,300     |
| Mitteldeutscher BC       | Weißenfels   | Stadthalle Weißenfels | 3,000     |
| Bayern Munich            | Munich       | Audi Dome             | 6,700     |
| EWE Baskets Oldenburg    | Oldenburg    | Große EWE Arena       | 6,069     |
| Rostock Seawolves        | Rostock      | Stadthalle Rostock    | 4,550     |
| ratiopharm Ulm           | Ulm          | Arena Ulm/Neu-Ulm     | 6,000     |
| Rasta Vechta             | Vechta       | Rasta Dome            | 3,140     |
| s.Oliver Würzburg        | Würzburg     | s.Oliver Arena        | 3,140     |

## Temporada regular

### Clasificación
|                                                                             | Equipo                   | J  | G  | P  | PF   | PC   | DP   |
| --------------------------------------------------------------------------- | ------------------------ | -- | -- | -- | ---- | ---- | ---- |
| 1                                                                           | Bayern Munich            | 32 | 24 | 8  | 2660 | 2440 | 220  |
| 2                                                                           | ratiopharm Ulm           | 32 | 23 | 9  | 2832 | 2561 | 271  |
| 3                                                                           | BasketballBraunschweig   | 32 | 20 | 12 | 2690 | 2585 | 105  |
| 4                                                                           | Niners Chemnitz          | 32 | 18 | 14 | 2647 | 2725 | -78  |
| 5                                                                           | MLP Academics Heidelberg | 32 | 18 | 14 | 2567 | 2586 | -19  |
| 6                                                                           | FIT/One Würzburg Baskets | 32 | 18 | 14 | 2657 | 2580 | 77   |
| 7                                                                           | Alba Berlin              | 32 | 18 | 14 | 2785 | 2553 | 232  |
| 8                                                                           | Syntainics MBC           | 32 | 17 | 15 | 2724 | 2733 | -9   |
| 9                                                                           | Baskets Oldenburg        | 32 | 16 | 16 | 2858 | 2845 | 13   |
| 10                                                                          | Rostock Seawolves        | 32 | 16 | 16 | 2604 | 2596 | 8    |
| 11                                                                          | Riesen Ludwigsburg       | 32 | 16 | 16 | 2439 | 2386 | 53   |
| 12                                                                          | Rasta Vechta             | 32 | 16 | 16 | 2555 | 2613 | -58  |
| 13                                                                          | Hamburg Towers           | 32 | 15 | 17 | 2596 | 2671 | -75  |
| 14                                                                          | Telekom Baskets Bonn     | 32 | 14 | 18 | 2696 | 2698 | -2   |
| 15                                                                          | Brose Bamberg            | 32 | 12 | 20 | 2680 | 2753 | -73  |
| 16                                                                          | Frankfurt                | 32 | 8  | 24 | 2418 | 2641 | -223 |
| 17                                                                          | BG Göttingen             | 32 | 3  | 29 | 2593 | 3035 | -442 |
| Fuente: Clasificación de la Basketball Bundesliga; actualización automática |                          |    |    |    |      |      |      |

### Resultados
| Local \ Visitante             | BAM    | BER    | BON    | BRA    | CHE    | FRA    | GÖT    | HAM    | HEI    | LUD     | MBC   | MÜN    | OLD     | ROS     | ULM   | VEC    | WUR     |
| ----------------------------- | ------ | ------ | ------ | ------ | ------ | ------ | ------ | ------ | ------ | ------- | ----- | ------ | ------- | ------- | ----- | ------ | ------- |
| Bamberg Baskets               | —      | 87–82  | 92–73  | 77–96  | 81–80  | 92–85  | 92–101 | 80–83  | 90–93  | 73–75   | 87–69 | 69–68  | 103–85  | 75–89   | 77–98 | 86–73  | 93–98   |
| Alba Berlin                   | 86–77  | —      | 102–88 | 65–61  | 78–81  | 89–68  | 101–69 | 92–77  | 92–65  | 60–74   | 90–62 | 88–81  | 105–70  | 85–96   | 96–88 | 83–58  | 80–84   |
| Telekom Baskets Bonn          | 87–77  | 91–87  | —      | 85–81  | 80–84  | 70–77  | 80–67  | 93–96  | 85–80  | 79–89   | 95–80 | 86–90  | 81–76   | 83–72   | 75–95 | 88–94  | 81–90   |
| Basketball Löwen Braunschweig | 114–88 | 73–108 | 74–94  | —      | 82–74  | 79–72  | 101–77 | 91–79  | 65–72  | 91–71   | 76–70 | 72–90  | 83–82   | 80–63   | 98–89 | 103–70 | 86–72   |
| Niners Chemnitz               | 99–98  | 81–103 | 88–123 | 83–95  | —      | 85–66  | 96–88  | 69–60  | 72–65  | 104–100 | 82–72 | 72–94  | 87–78   | 108–102 | 86–90 | 88–77  | 81–77   |
| Skyliners Frankfurt           | 58–66  | 61–75  | 76–70  | 91–92  | 65–70  | —      | 95–94  | 78–84  | 72–95  | 77–69   | 69–79 | 84–91  | 83–72   | 72–77   | 87–85 | 74–75  | 70–85   |
| BG Göttingen                  | 97–88  | 83–109 | 85–112 | 86–107 | 90–94  | 72–100 | —      | 75–92  | 73–95  | 74–79   | 80–94 | 81–95  | 93–96   | 88–85   | 72–91 | 66–86  | 80–97   |
| Hamburg Towers                | 93–114 | 97–80  | 91–84  | 86–91  | 88–93  | 91–78  | 91–82  | —      | 88–81  | 66–73   | 75–96 | 74–70  | 87–78   | 78–77   | 64–79 | 86–73  | 68–66   |
| MLP Academics Heidelberg      | 68–79  | 90–86  | 76–95  | 74–94  | 81–66  | 84–75  | 93–86  | 73–68  | —      | 86–73   | 87–78 | 59–87  | 95–79   | 86–81   | 74–90 | 80–74  | 67–72   |
| Riesen Ludwigsburg            | 92–73  | 63–79  | 81–61  | 69–83  | 69–65  | 82–61  | 91–62  | 89–78  | 63–67  | —       | 85–76 | 78–70  | 66–79   | 70–64   | 92–71 | 77–79  | 82–91   |
| Mitteldeutscher BC            | 99–94  | 94–76  | 100–94 | 82–77  | 97–95  | 85–72  | 93–91  | 102–81 | 93–108 | 76–70   | —     | 79–75  | 92–77   | 84–87   | 89–92 | 91–83  | 110–101 |
| Bayern Munich                 | 84–82  | 99–86  | 93–73  | 94–72  | 73–59  | 70–56  | 94–86  | 81–80  | 87–78  | 73–72   | 90–88 | —      | 89–75   | 91–66   | 70–62 | 77–78  | 70–69   |
| Baskets Oldenburg             | 67–59  | 97–92  | 91–96  | 102–90 | 104–94 | 102–92 | 111–94 | 99–81  | 105–82 | 70–64   | 95–97 | 83–94  | —       | 92–79   | 93–66 | 91–75  | 96–85   |
| Rostock Seawolves             | 98–74  | 71–78  | 64–69  | 48–67  | 60–68  | 83–66  | 102–74 | 92–78  | 88–82  | 94–89   | 84–76 | 70–80  | 122–118 | —       | 85–67 | 87–83  | 65–92   |
| Ratiopharm Ulm                | 92–77  | 101–90 | 84–75  | 111–75 | 117–87 | 115–88 | 109–70 | 82–72  | 67–69  | 63–62   | 92–66 | 109–94 | 119–92  | 82–72   | —     | 85–76  | 85–76   |
| Rasta Vechta                  | 101–98 | 96–93  | 83–75  | 91–88  | 89–66  | 74–80  | 87–79  | 69–79  | 78–60  | 64–70   | 87–79 | 79–65  | 98–91   | 68–84   | 73–84 | —      | 78–86   |
| FIT/One Würzburg Baskets      | 70–82  | 70–69  | 83–75  | 70–53  | 83–90  | 89–70  | 79–78  | 91–85  | 85–102 | 77–60   | 86–76 | 75–81  | 102–112 | 93–97   | 89–72 | 74–86  | —       |

## Play-in
Solo los seis primeros clasificados avanzaron directamente a los playoffs, mientras que los siguientes cuatro clasificados participan en un torneo de play-in. El equipo que ocupa el séptimo lugar recibe al equipo que ocupa el octavo lugar en la ronda de doble oportunidad necesita ganar un partido para avanzar, y el ganador se lleva el séptimo puesto en los playoffs. El equipo que ocupa el noveno lugar recibe al equipo que ocupa el décimo lugar en la ronda eliminatoria que requiere dos victorias para avanzar, y el perdedor queda eliminado de la competición. El perdedor de la ronda de doble oportunidad recibe al ganador de la ronda eliminatoria, el ganador se queda con el octavo puesto y el perdedor es eliminado. Los equipos mejor clasificados tienen la ventaja de jugar en casa.
|  | Partidos de play-in | Partidos de play-in | Partidos de play-in |    |   | Partido por el puesto 8 | Partido por el puesto 8 | Partido por el puesto 8 |   |                    | Clasificados | Clasificados | Clasificados |
|  |                     |                     |                     |    |   |                         |                         |                         |   |                    |              |              |              |
|  | 7                   | Alba Berlin         | 81                  |    |   |                         |                         |                         |   |                    |              |              |              |
|  | 8                   | Mitteldeutscher BC  | 78                  |    |   |                         |                         |                         |   |                    | 7            | Alba Berlin  | 7ºPO         |
|  |                     |                     |                     |    | 8 | Mitteldeutscher BC      | 110                     |                         | 8 | Mitteldeutscher BC | 8ºPO         |              |              |
|  |                     | 9                   | Baskets Oldenburg   | 95 |   |                         |                         |                         |   |                    |              |              |              |
|  | 9                   | Baskets Oldenburg   | 95                  |    |   |                         |                         |                         |   |                    |              |              |              |
|  | 10                  | Rostock Seawolves   | 83                  |    |   |                         |                         |                         |   |                    |              |              |              |

## Playoffs
|  | Cuartos de final | Cuartos de final              | Cuartos de final |                          |   | Semifinales    | Semifinales | Semifinales |  |   | Final         | Final | Final |  |
|  |                  |                               |                  |                          |   |                |             |             |  |   |               |       |       |  |
|  |                  |                               |                  |                          |   |                |             |             |  |   |               |       |       |  |
|  | 1                | Bayern Munich                 | 3                |                          |   |                |             |             |  |   |               |       |       |  |
|  | 1                | Bayern Munich                 | 3                |                          |   |                |             |             |  |   |               |       |       |  |
|  | 8                | Mitteldeutscher BC            | 0                |                          |   |                |             |             |  |   |               |       |       |  |
|  | 8                | Mitteldeutscher BC            | 0                |                          | 1 | Bayern Munich  | 3           |             |  |   |               |       |       |  |
|  |                  |                               |                  |                          | 1 | Bayern Munich  | 3           |             |  |   |               |       |       |  |
|  |                  |                               | 5                | MLP Academics Heidelberg | 1 |                |             |             |  |   |               |       |       |  |
|  | 4                | Niners Chemnitz               | 5                | MLP Academics Heidelberg | 1 | 1              |             |             |  |   |               |       |       |  |
|  | 4                | Niners Chemnitz               |                  |                          |   |                |             |             |  |   |               |       |       |  |
|  | 5                | MLP Academics Heidelberg      | 3                |                          |   |                |             |             |  |   |               |       |       |  |
|  | 5                | MLP Academics Heidelberg      | 3                |                          |   |                |             |             |  | 1 | Bayern Munich | 3     |       |  |
|  |                  |                               |                  |                          |   |                |             |             |  | 1 | Bayern Munich | 3     |       |  |
|  |                  |                               | 2                | Ratiopharm Ulm           | 2 |                |             |             |  |   |               |       |       |  |
|  | 2                | Ratiopharm Ulm                | 2                | Ratiopharm Ulm           | 2 | 3              |             |             |  |   |               |       |       |  |
|  | 2                | Ratiopharm Ulm                |                  |                          |   |                |             |             |  |   |               |       |       |  |
|  | 7                | Alba Berlin                   | 0                |                          |   |                |             |             |  |   |               |       |       |  |
|  | 7                | Alba Berlin                   | 0                |                          | 2 | Ratiopharm Ulm | 3           |             |  |   |               |       |       |  |
|  |                  |                               |                  |                          | 2 | Ratiopharm Ulm | 3           |             |  |   |               |       |       |  |
|  |                  |                               | 6                | FIT/One Würzburg Baskets | 2 |                |             |             |  |   |               |       |       |  |
|  | 3                | Basketball Löwen Braunschweig | 6                | FIT/One Würzburg Baskets | 2 | 2              |             |             |  |   |               |       |       |  |
|  | 3                | Basketball Löwen Braunschweig |                  |                          |   |                |             |             |  |   |               |       |       |  |
|  | 6                | FIT/One Würzburg Baskets      | 3                |                          |   |                |             |             |  |   |               |       |       |  |
|  | 6                | FIT/One Würzburg Baskets      | 3                |                          |   |                |             |             |  |   |               |       |       |  |
|  |                  |                               |                  |                          |   |                |             |             |  |   |               |       |       |  |